# Brian Udaigwe
Brian Ngozi Udaigwe (Tiko, 19 de julio de 1964) es un arzobispo católico camerunese y diplomático de la Santa Sede.

## Biografía

### Infancia
Brian Ngozi Udaigwe nació el 19 de julio de 1964, en Camerún. 
Lo llamaron Ngozi por segundo nombre, que en la su lengua quiere decir bendición. 
Es el tercero de los cinco hijos de Matthaias y Philomena Udaigwe, nativos de Orori. 
El 4 de octubre de 1964 ha sido bautizado con el nombre de Brian. 
El sacramento ha tenido lugar en la su aldea natal, en la parroquia de Tiko. 
Los nombres de los sus hermanos son: Michale, Alfonso, Juliet y Daniel Vivian. 
Recibió el sacramento de la primera comunión en el 1974, y el de la confirmación el 9 de febrero de 1975. 
Sus familiares cuentan que de niño era muy versátil y de talento.

### Formación y estudios
El joven Brian ha estudiado en muchos lugares y colegios en los sus primeros años de estudiante con sus genitori-insegnanti. En cambio, en el 1977, ha concluido su instrucción primaria y ha obtenido su primer llamado cerca del Colegio Central Ihitenansa, en el estado confederato de Imo, Nigeria. Ese mismo año, ha decidido seguir su vocación sacerdotal, entrando y obteniendo la admisión al St. Mary Seminary Umuowa de Orlu, entonces afiliado al Seminario de San Pedro Claver de Okpala. Después cinco años de formación de carácter, espiritualidad, artes y ciencias, Udaigwe se licenció con un impresionante resultado en 1982 a la West African School Certificadas (WASC).
Después la licenciatura a Okpala, ha sido uno entre los cuatro elegidos de padre Nathaniel Ndiokwere a enseñar en el seminario Buen Pastor de Osina. Después un año de libertad vigilada en Osina, ha comenzado a estudiar cerca de Ikot Ekpene, al Bigard Memorial Seminary, luego como afiliado del Bigard Memorial Seminary de Enugu, pero estudiando filosofía cerca del Seminario Mayor de San GJose. 
Se recibe de licenciado de Filosofía en 1987.
Después la licenciatura es transferido a Roma para los estudios en teología. Allí se inscribe en la Pontificia universidad urbaniana. En 1990 es licenciado en teología, y en el 1991 ha obtenido un diploma en sociología rural cerca de la misma universidad. 

## Sacerdocio
El 13 de abril de 1991 ha sido ordenado diácono. 
Ha obtenido un master en legislación canónico y licenciado en 1992. 
El 2 de mayo del mismo año, ha sido ordenado presbítero de manos de monseñor Gregory Obinna Ochiagha, obispo de Orlu.
Durante tres meses, de julio a septiembre a 1992, ha trabajado cerca de la parroquia de la Santa Trinidad al igual que es administrador interino.
Enseguida vuelve a Roma para continuar sus estudios post-licenciatura, y a la vez ha sido nombrado asistente vicario de la Basílica de San Marco Evangelista al Campidoglio, rol mantenido de octubre de 1992 a septiembre de 1993. 

En el 1994 ha recibido una doble licenciatura con diploma en estudios diplomáticos a la Pontificia academia eclesiástica, donde todos los diplomáticos de la Santa Sede reciben su formación, y el doctorado en derecho canónico. Cerca de la Pontificia Universidad Urbaniana.

### Diplomático
A finales de 1994, Udaigwe sirvió en el servicio diplomático de la Santa Sede. En aquel año ha sido nombrado nuncio para la nunciatura apostólica en Zimbabue. Siguió con esta tarea hasta 1996, cuando ha sido promovido según secretario en la misma nunciatura. 
Luego fue transferido a la nunciatura apostólica en Costa de Marfil, donde estuvo durante cuatro años. 
El 11 de septiembre de 1997, Papa Juan Pablo II le otorgó el título de Capellán de Su Santidad.
En el 2000, fue transferido a la nunciatura apostólica a Haití donde ha sido elevado a la cargo de primer secretario. 
Ha dejado Haití para ir a la nunciatura apostólica en Bulgaria en el 2002 y ha sido promovido a segundo consejero. 
Sucesivamente, fue transferido en la nunciatura apostólica en Tailandia. 
El 10 de octubre de 2007, Papa Benedicto XVI le otorgó el título honorífico de Prelado de honor de Su Santidad. 
En el 2008 ha dejado Tailandia para ir a Gran Bretaña, donde es el primer consejero nunciatura apostólica de Gran Bretaña.

## Episcopado
Ha continuado sirviendo en Gran Bretaña hasta el 22 de febrero de 2013, cuando, seis días antes de la dimisión del Papa, Benedicto XVI lo nombra Arzobispo Titular de Suelli.
Luego debido esperar la elección del papa Francisco para ser nombrado nuncio apostólico en Benín, el 4 de febrero de 2013. 
Su consagración episcopal es fue el 27 de abril, por el cardenal salesiano Tarcisio Bertone, secretario de Estado. Fue asistido del cardenal sulpiziano Marc Ouellet, prefecto de la Congregación para los obispos, y del cardenal Fernando Filoni, prefecto de la Congregación para la evangelización de los pueblos. 
Su lema episcopal Es "Do not be afraid", que traducido quiere decir "No tengas miedo". 
El 16 de julio del mismo año, ha sido nombrado también nuncio apostólico en Togo.
Udaigwe sabe hablar correctamente el igbo, el inglés, el italiano y el francés.
En menor grado sabe hablar español, alemán y búlgaro. Sus pasatiempo preferidos son leer, escribir y jugar a tenis.